# 唐ワンくん
唐ワンくん（からワンくん）は、佐賀県唐津市の唐津城のイメージキャラクターである。
唐津城築城400年の2008年（平成20年）に誕生した。
犬型のゆるキャラであり、「ゆるキャラグランプリ2010」で2位を受賞した。

## 概要
1608年（慶長13年）の唐津城築城から400年（さらに、2004年（平成16年）1月1日の唐津市の市町村合併から4年）を記念して、2008年（平成20年）4月13日に「唐津城築城400年のイメージキャラクター」として誕生した。
唐津の「唐」と、唐津を一つにという「ワン」を組み合わせて命名した。
唐津市職員の手描きのスケッチから生まれ、着ぐるみも同市職員の家族の手縫いである。
また、「唐ワン体操」という体操が作られた。
2009年（平成21年）以降は「唐津城のイメージキャラクター」として唐津のPRに使用されている。
唐津市ポータルサイトにある「マスコットキャラクター使用承認申請書」で申請して承認されると、商品にキャラクターを使用できる（商用・非商用問わず無償）。
2012年（平成24年）3月下旬に、唐ワンくんのグッズショップが、地元佐賀県立唐津商業高等学校の生徒が運営するショッピングモール「からつ学美舎」でオープンした。

## 活動
- 2008年（平成20年）9月11日、テレビ東京系列「TVチャンピオン2」の「ゆるキャラ王選手権」で全国放送の番組への出演を果たした。風船鬼ごっこ、フットサル、相撲などの種目で「ゆるキャラらしい動き」を競い、惜しくも2位となった。
- 2008年（平成20年）10月25日・26日に開催された「ゆるキャラまつりin彦根2008〜キグるミさみっと2008〜」に参加した。26日の綱引き大会で応援団長を務めた[1]。
- 佐賀県嬉野温泉の元祖忍者村肥前夢街道の忍者たちによる、2010年（平成22年）3月以降の「ゆるキャラ狩り」で被害を受けた「ゆるキャラ」の1人である。
- しゃべらないキャラクターであるが、2010年（平成22年）以降ラジオ番組への出演経験がある（通訳さんが代わりにしゃべった）。
- 2010年（平成22年）の第1回「ゆるキャラグランプリ2010」では、携帯投票で24,240票を集めて2位だった（ゆるキャラを参照のこと）。
- 2011年（平成23年）9月15日～11月26日の「ゆるキャラグランプリ2011」では11,112票を集めて49位となった。
- 2010年（平成22年）の「佐賀新聞社杯ゆるキャラじゃんけん大会」および2011年（平成23年）の「サガテレビ新春ゆるキャラ運動会」で優勝した[3]。
- 2011年（平成23年）2月、全国の「ゆるキャラ」が集合した「ゆるキャラ大集合in唐津」に参加した。
- 地元唐津市のご当地検定も受検しており、2011年（平成23年）3月に「唐津・呼子イカ検定」で99点を獲得し、同年10月の「唐津検定」でも合格している[3]。
- 上記の「TVチャンピオン2 ゆるキャラ王選手権」と「ゆるキャラグランプリ2010」で2位となったことから、公式ブログで「自称全国2位」と名乗っている[4]。
- 公式ブログなどに「派遣依頼書」があり、唐ワンくんは依頼に基づいて県内外各地のイベントに参加している。
- 2014年（平成26年）1月、「ラストメモリアルゲームズin国立」で行われたゆるキャラ100m競争で16秒87のタイムでぶっちぎりで優勝した。
- 2022年（令和4年）12月5日新日本プロレス唐津大会のリング上で、ヒールユニットUNITED EMPIREのサポートメンバーとして「帝国の番犬」「唐ワンくん改めグレートKワーン」となることを自ら観客に紹介した。なお、"帝国の番犬"グレートKワーンの状態になると表情が変化する（普段より目つきが悪くなり、牙が生える）。

## 外見
白地に黒い斑が入った犬であり、紫色の兜をかぶっている。イラストでは両手両足を大きく広げている。
兜
唐津藩最後の藩主小笠原長行の兜をかぶっている
肉球の文様
波多氏（唐津一帯を治めた領主）の家紋「三ツ星」
胸の模様
唐津市のシンボルマーク

## プロフィール
唐津市ポータルサイトおよび公式ブログにプロフィールが記載されている。
- 名前 - 唐ワンくん（からわんくん）。唐津と、「唐津を一つに」というワンを組み合わせて命名。
- 好きな言葉 - 唐津は1つ!
- 趣味 - 多くの人に笑顔と幸せを与えること / 暇さえあれば散歩している
- ライバル - 舞ヅルくん[1]（同じ唐津城のマスコットキャラクター。唐津城の別名「舞鶴城（まいづるじょう）」より命名。）
- 体脂肪率 - 5%
- 声 - しゃべらない。ラジオ出演の際は「通訳さん」が代わりにしゃべる。
- 出身校 - 唐津城
- ちょっと自慢できること - テレビに出たり新聞に載ったりすること
- マイブーム - 縄跳び
- 帰宅して最初にすること - 毛づくろい
- 口癖 - ワン!
- ブログに書いていること - 嘘偽りのないありのままの真実
- フェチ - 「ゆるキャラ」フェチ
- 座右の銘 - 唐津はひとつ
- 集めているもの - 唐ワンくん出演オファー
- 自分のタイプ - 自由気まま
- 好きな食べ物 - 魚ロッケ
- 好きなスポーツ - 激しいダンス
- 好きな曲 - 唐ワン体操
- 好きなゲーム - 太鼓の達人・モンハン
- 好きな車 - 唐ワンくんGO!!
- 好きな場所 - 近代図書館
- 好きな動物 - 人
- 好きな休日の過ごし方 - お散歩
- 好きな言葉 - 唐津はひとつ / 犬もあるけば
- デートで行きたいところ - 唐津城
- 尊敬する人 - ドアラ先輩
- 好きなブログ - 唐ワンくんブログ
- 自分を動物に喩えると - アルパカ
- 自分へのご褒美 - アクエリアス2リットル
- 子供の頃なりたかった職業 - 唐津市長
- 今の着うた - 唐ワン体操
- 必需品 - タオル

## メディア出演
・にこにこネットにレギュラー出演中（2008年8月～現在　チャンネルからつ唐津市行政放送）

### テレビ出演
- テレビチャンピオン2「ゆるキャラ王選手権」（2008年9月11日、テレビ東京系列）
- NEWSファイル佐賀（2010年5月21日、NHK佐賀放送局）
- ももち浜ストア（2011年5月23日、TNCテレビ西日本）
- スクール革命!「修学旅行 in 九州」（2011年11月27日、日本テレビ）
- ハチナビプラス ギュギュっと!（2012年3月14日、TNCテレビ西日本）
- 広島県のCATVふれあいチャンネル（2012年1月27日、下記のラジオ出演の模様を中継）

### ラジオ出演
唐ワンくんはしゃべらないため、通訳さんが代わりにしゃべる。
- FMからつ（2010年5月18日）
- 広島県のFMちゅーピー（2012年1月27日）